# Merciless (Most Precious Blood)
Merciless è il terzo album integrale pubblicato dalla band melodic hardcore punk Most Precious Blood il 20 settembre 2005, con la Trustkill Records.

## Tracce
- Tutti i testi e le musiche dei Most Precious Blood

1. Shark Ethic – 3:40
2. Two Men Enter, One Man Leaves – 2:20
3. Driving Angry – 4:36
4. Damage Control Freak – 3:19
5. Mad as the March Hare – 3:43
6. Type a Personality – 2:11
7. Oxygen Debt – 2:45
8. Aimed Carefully, Fired Relentlessly – 2:28
9. Diet for a New America – 3:06
10. Curse of the Immortal – 0:38
11. World War You – 1:42
12. Narcoleptic Sleepwalker – 4:05
13. Temporary Solution to a Permanent Problem – 12:50

## Formazione
- Rob Fusco — voce
- Justin Brannan — chitarra
- Rachel Rosen — chitarra, voce
- Matt Miller — basso
- Colin Kercz — batteria